# 扬·斯特拉斯基
扬·斯特拉斯基（1940年12月24日—2019年11月6日），捷克政治家，1992年担任捷克斯洛伐克总理。

## 生平
扬·斯特拉斯基1940年12月24日出生于比尔森。在布拉格查理大学主修哲学和政治经济学。1958年至1990年任职于捷克斯洛伐克中央银行，1964至1969年为捷克斯洛伐克共产党党员。
1991年斯特拉斯基加入公民民主黨，1992年进入国会，历任交通部长（1993-1995）、卫生部长（1995-1996），1992年7月2日至1992年12月31日担任捷克斯洛伐克总理一职，并于1992年7月20日总统瓦茨拉夫·哈维尔傾向不支持天鵝絨分離而辞职之后代行总统职权。
2001年至2006年，斯特拉斯基为南波希米亚州地方政府首脑。
2019年11月6日于布拉格去世，享年78岁。